# Melanoleuca phaeopodia
Melanoleuca phaeopodia är en svampart som först beskrevs av Pierre Bulliard (v. 1742–1793), och fick sitt nu gällande namn av William Alphonso Murrill 1914. Melanoleuca phaeopodia ingår i släktet Melanoleuca och familjen Tricholomataceae.   Inga underarter finns listade i Catalogue of Life.